# Vignoble charentais
Le vignoble charentais ou vignoble des Charentes est une région viticole française localisée sur les deux départements de la Charente et de la Charente-Maritime. Parfois rattachée au vignoble du Sud-Ouest, elle est principalement connue pour son eau-de-vie, le cognac, mais produit également des vins, dont plusieurs sont classés en indication géographique protégée (Charentais et Atlantique), la conjonction des deux produisant également une mistelle, le pineau des Charentes.

## Production
Le charentais, appelé « vin de pays charentais » jusqu'en 2009, est un vin d'indication géographique protégée de zone, produit sur les deux départements de Charente et de Charente-Maritime. Le label vin de pays charentais représente l'union par la production de ces deux départements formant l'aire géographique protégée (IGP). Les premières traces d'implantation d'un vignoble remontent à la fin du IIIe siècle, dans la province de Saintonge (qui correspond à l'ouest et au sud de l'actuel département de la Charente-Maritime). Toutefois, c'est véritablement au Moyen Âge qu'il prend son envol, sous l'impulsion d'Aliénor d'Aquitaine et du futur roi d'Angleterre Henri II Plantagenêt (Empire Plantagenêt), afin de répondre à la demande croissante de la noblesse danoise, norvégienne et anglaise.

Vin de pays charentais et Cognac
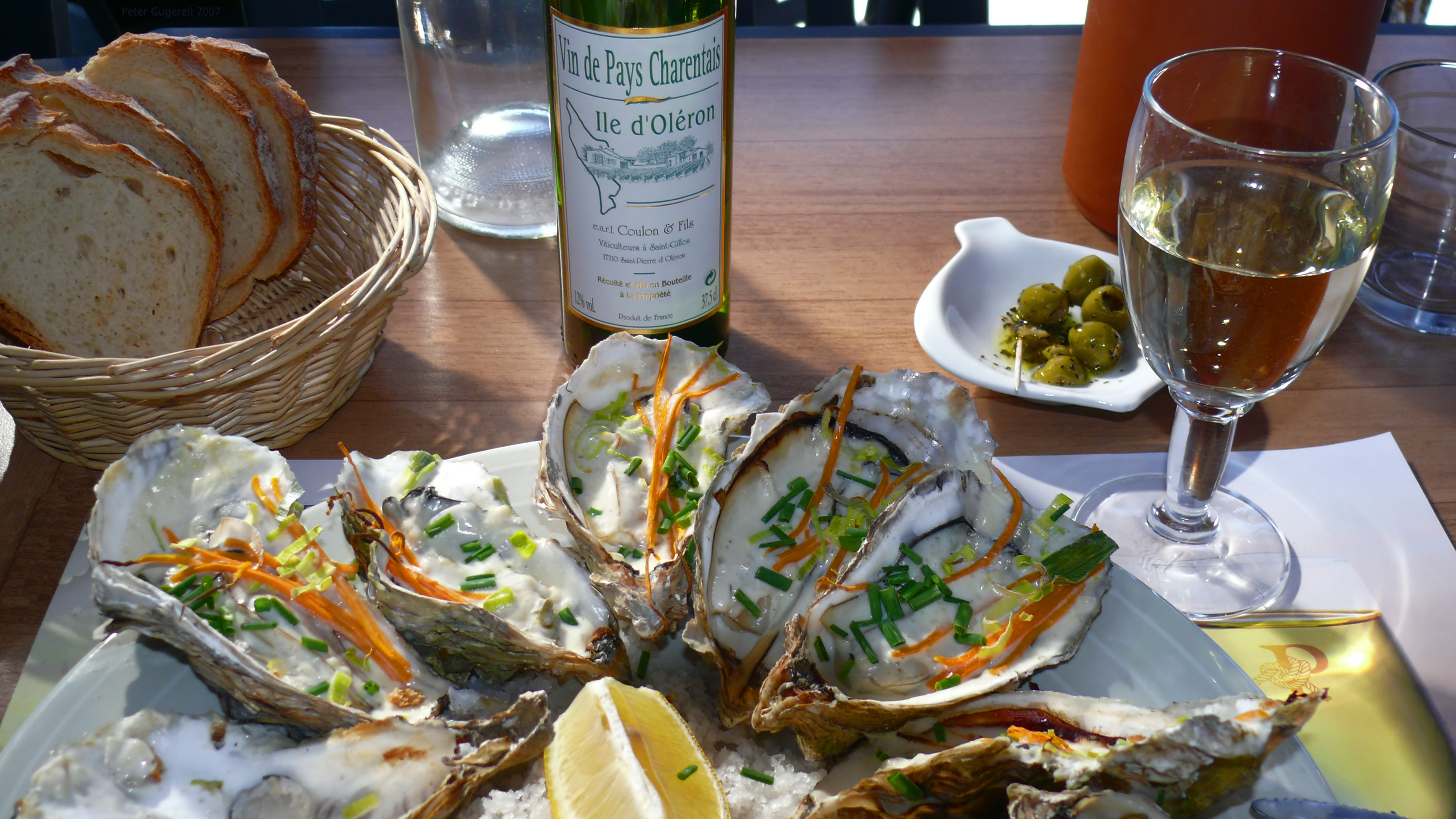
Blanc, Île d'Oléron.
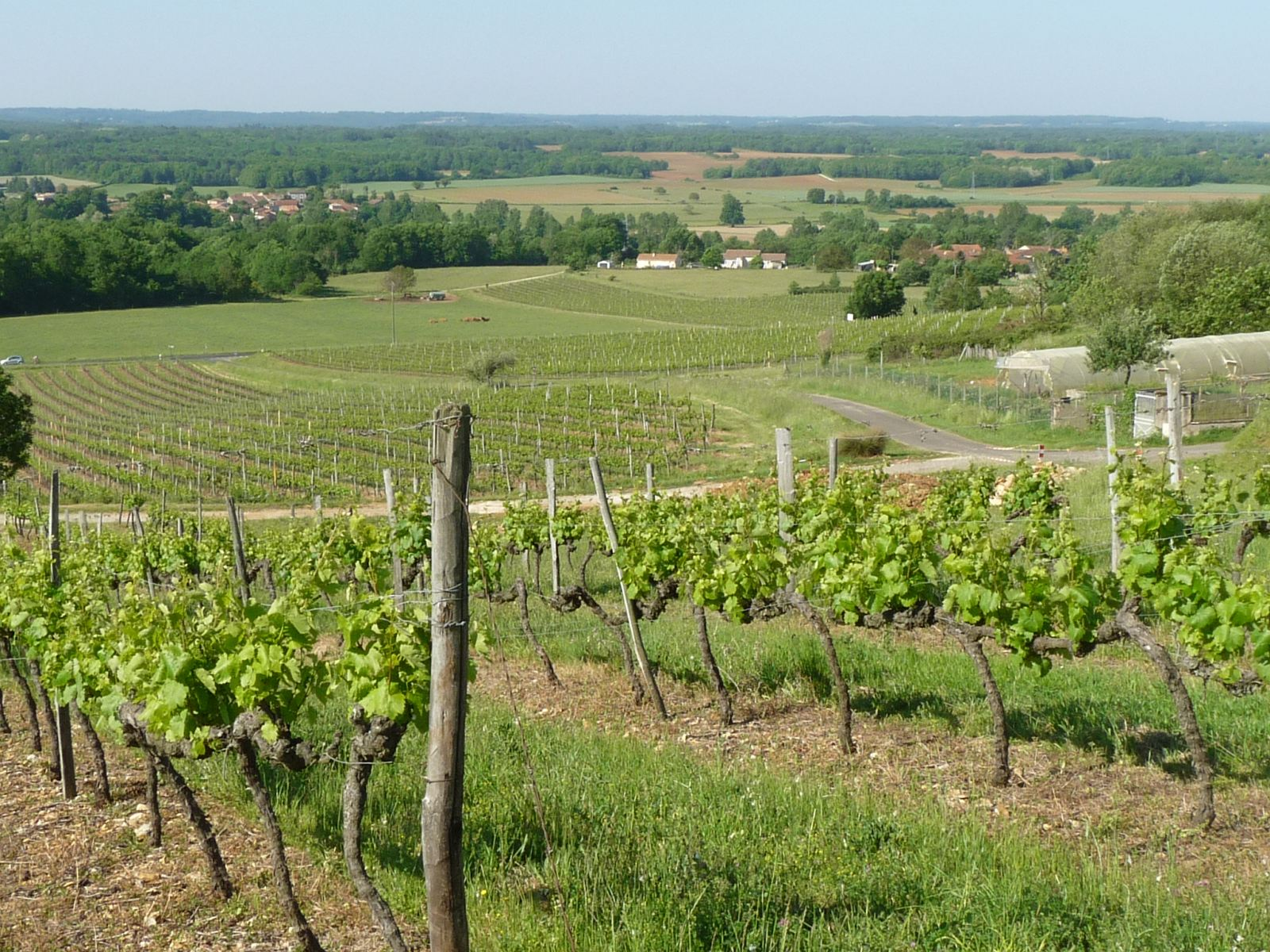
Vignes de Saint-Sornin (Charente), au flanc et pied occidental du Massif de l'Arbre.
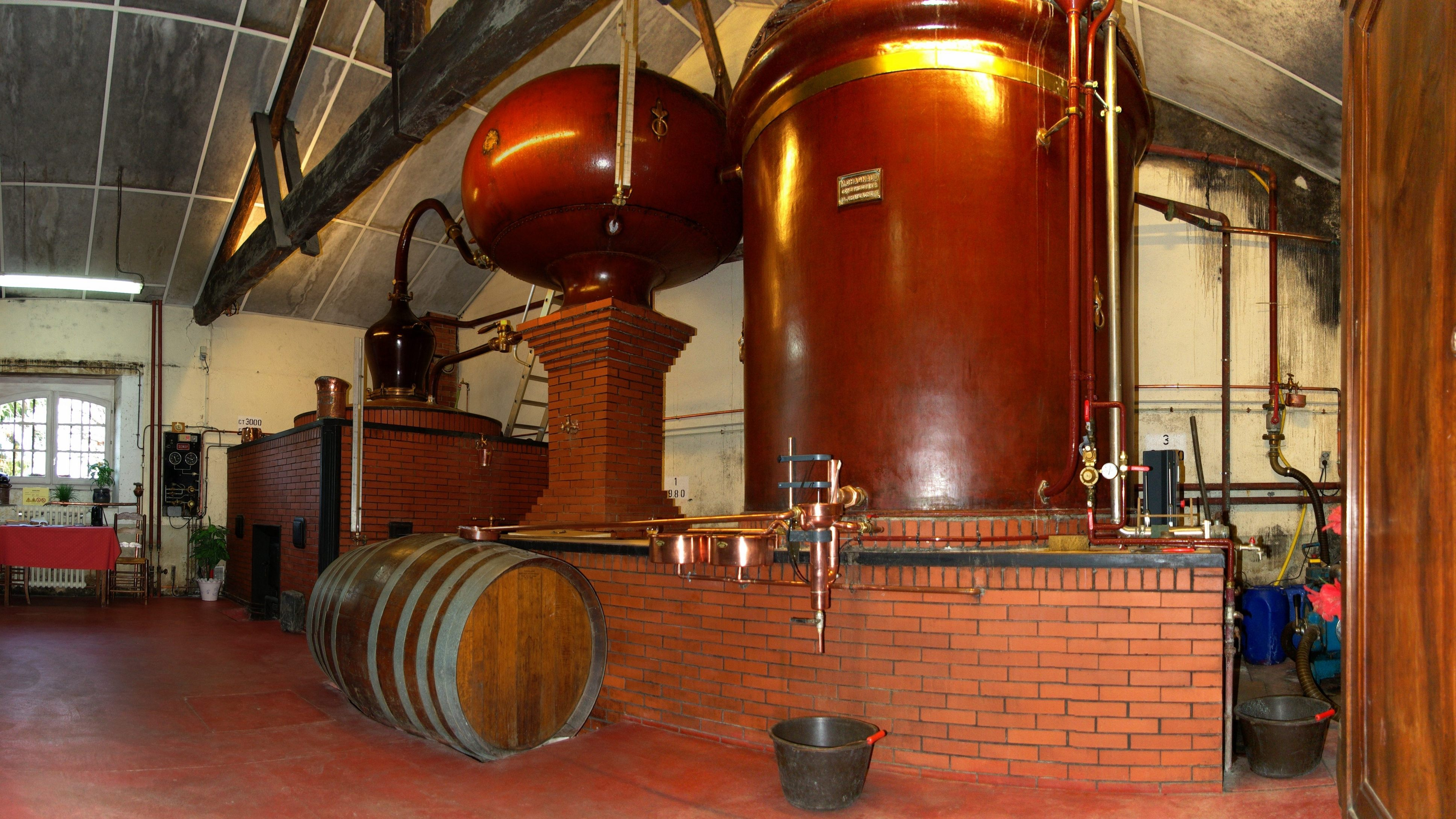
Alambic en fonctionnement, au Logis du Maine-Giraud, Champagne-Vigny.